# Biřička (rybník)
Biřička je rybník o rozloze 7,9 ha nacházející se na jižním okraji Hradce Králové. Jedná se o první z kaskády rybníků Biřička–Cikán–Datlík–Roudnička. Leží na toku stejnojmenného potoka, který se však dříve nazýval Černý potok. Rybník je vhodný ke koupání a zejména v létě se jedná o oblíbenou rekreační lokalitu.

## Historie
Historie rybníka sahá do 15. či 16. století, tehdy byl znám pod názvem Bejšťský rybník, v 17. století pak též jako Břízský rybník.
V první polovině 19. století byl rybník zrušen – nejprve zorán na pole a pak zalesněn, zachovala se z něj pouze hráz. Později byl znovu obnoven. Počátkem 20. století chtěl Jan Veselý, zakladatel Lázní Bohdaneč, vybudovat na Biřičce vodní lázně. Město mu to však nepovolilo. Současná výpust rybníka byla postavena v roce 1937, v 1939 pak byl rybník zarybněn. Po komunistickém převratu v roce 1948 po určitou dobu obhospodařoval Biřičku s poměrně dobrými výsledky Český rybářský svaz v Hradci Králové. V 50. letech byl u rybníka brigádnicky vybudován rekreační areál – dnes restaurace „Pavlína“. U rybníka dříve stávala i skluzavka, po které tu zůstaly betonové kvádry, které byly během údržby rybníka na přelomu let 2009 a 2010 odstraněny.

## Název
Název rybníka pochází od slova biřic (dráb). Údajně vznikl takto:
„Když robotníci stavěli hráze k tomuto rybníku, měli nad sebou jako dozor velmi přísného biřice. Když jednou biřic robotující dělníky obzvlášť peskoval, popadli ho a hodili do vody. Od těch dob je nejen rybník, ale i Černý potok nazýván Biřičkou.“

## Zajímavosti
Při výlovu v listopadu 2013 se přišlo na to, že výpust Biřičky má konstrukční vadu, takže rybník nelze zcela vypustit, a tudíž ani zcela vylovit.

## Galerie

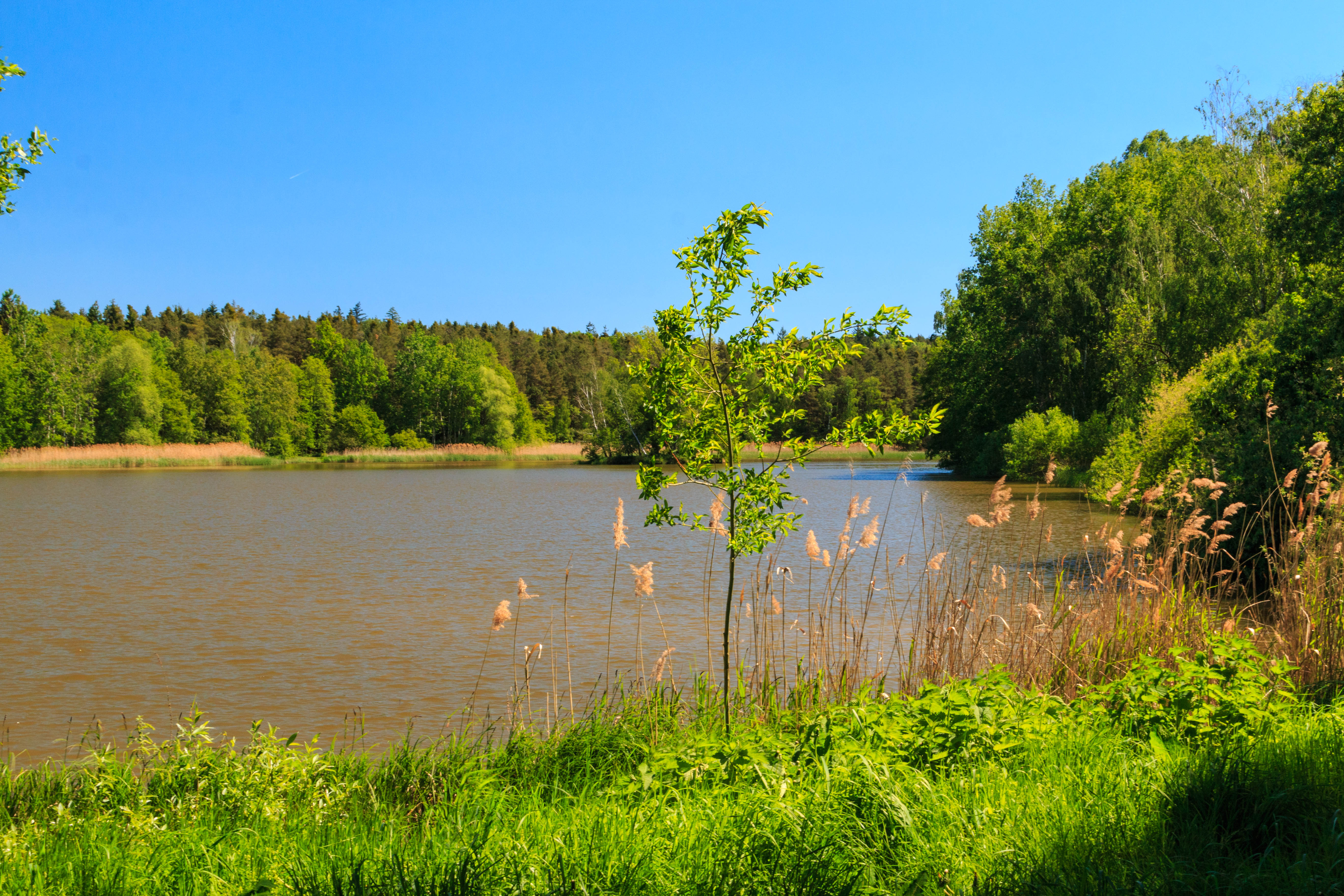
pohled na rybník Biřička
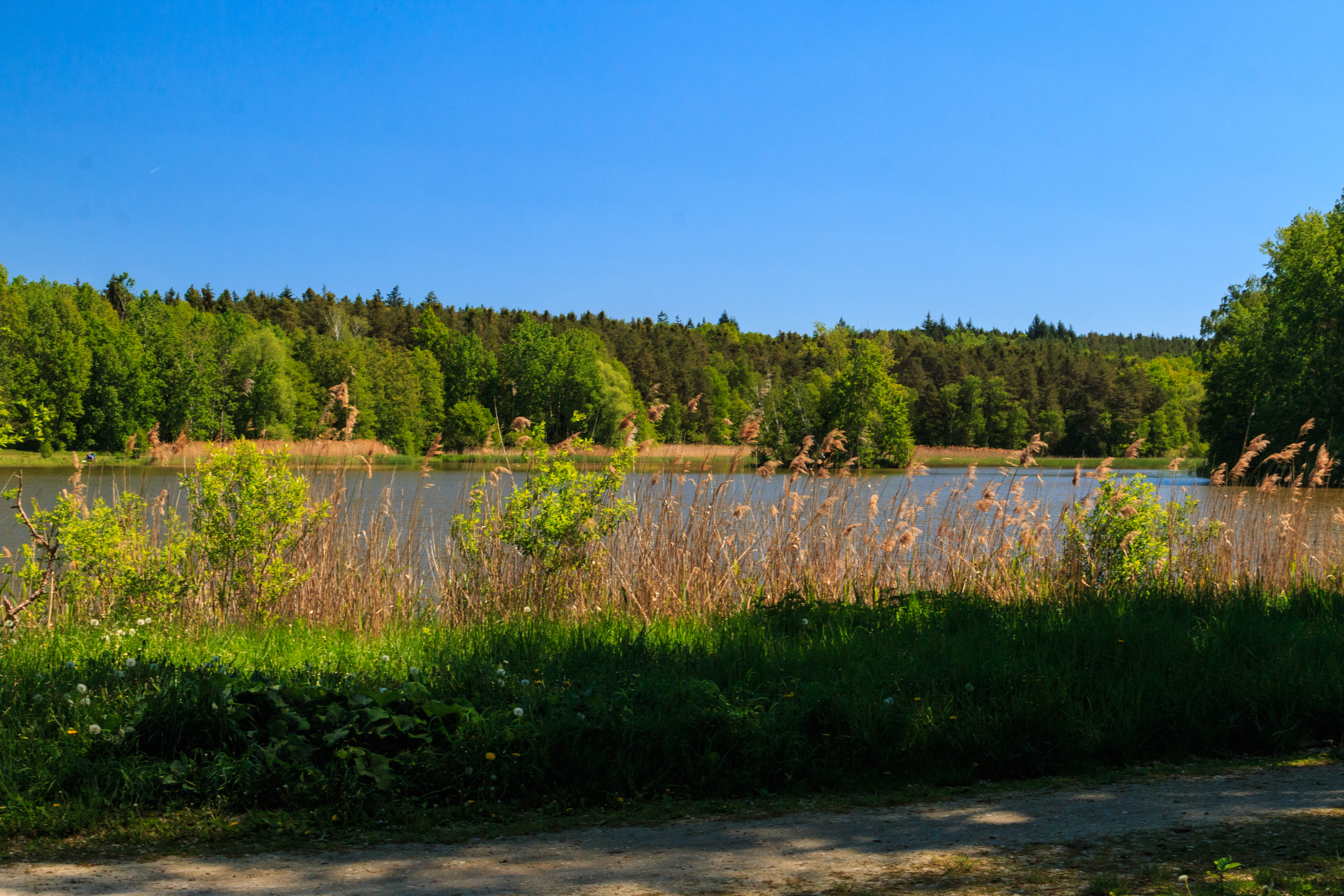
pohled na rybník Biřička
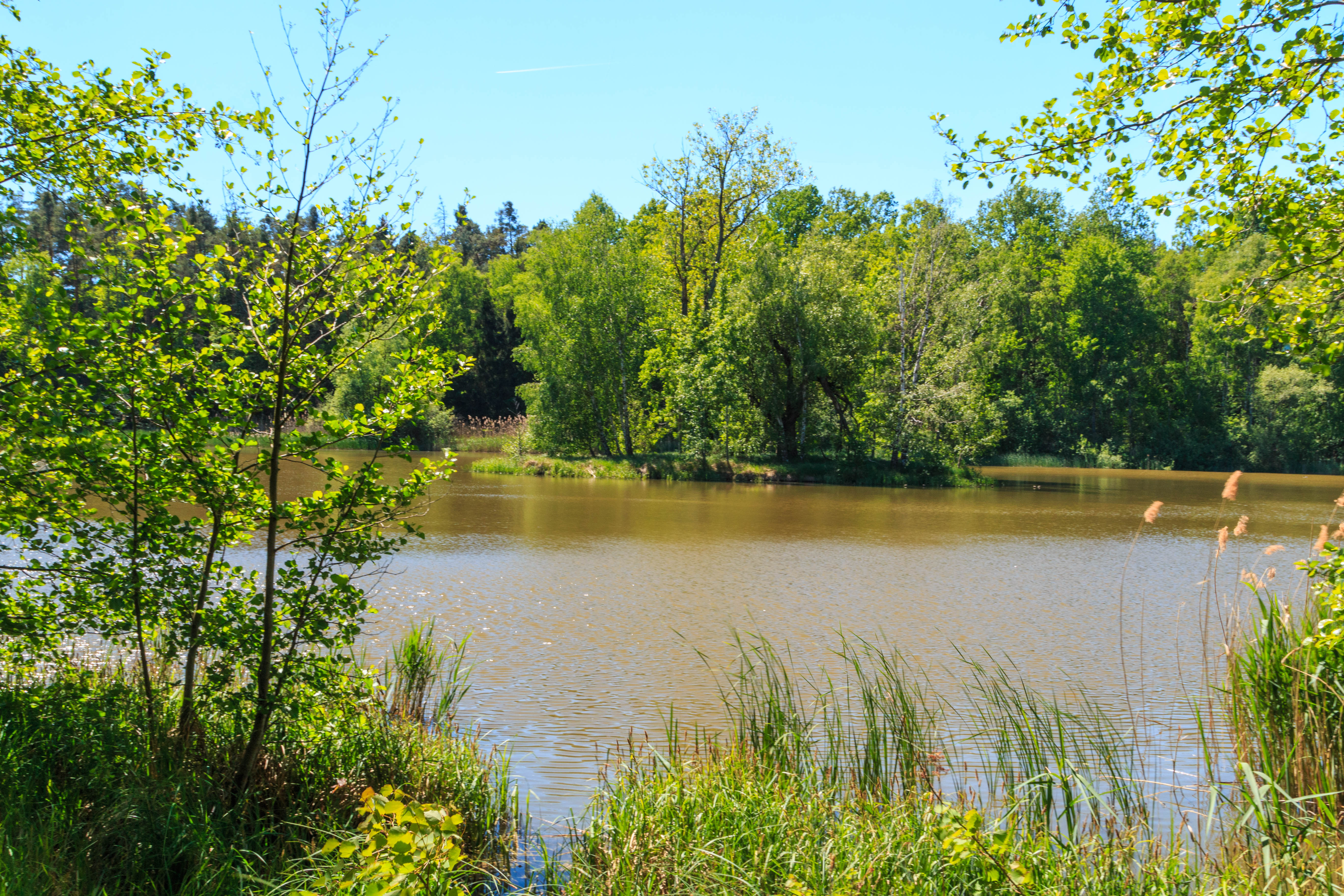
pohled na rybník Biřička
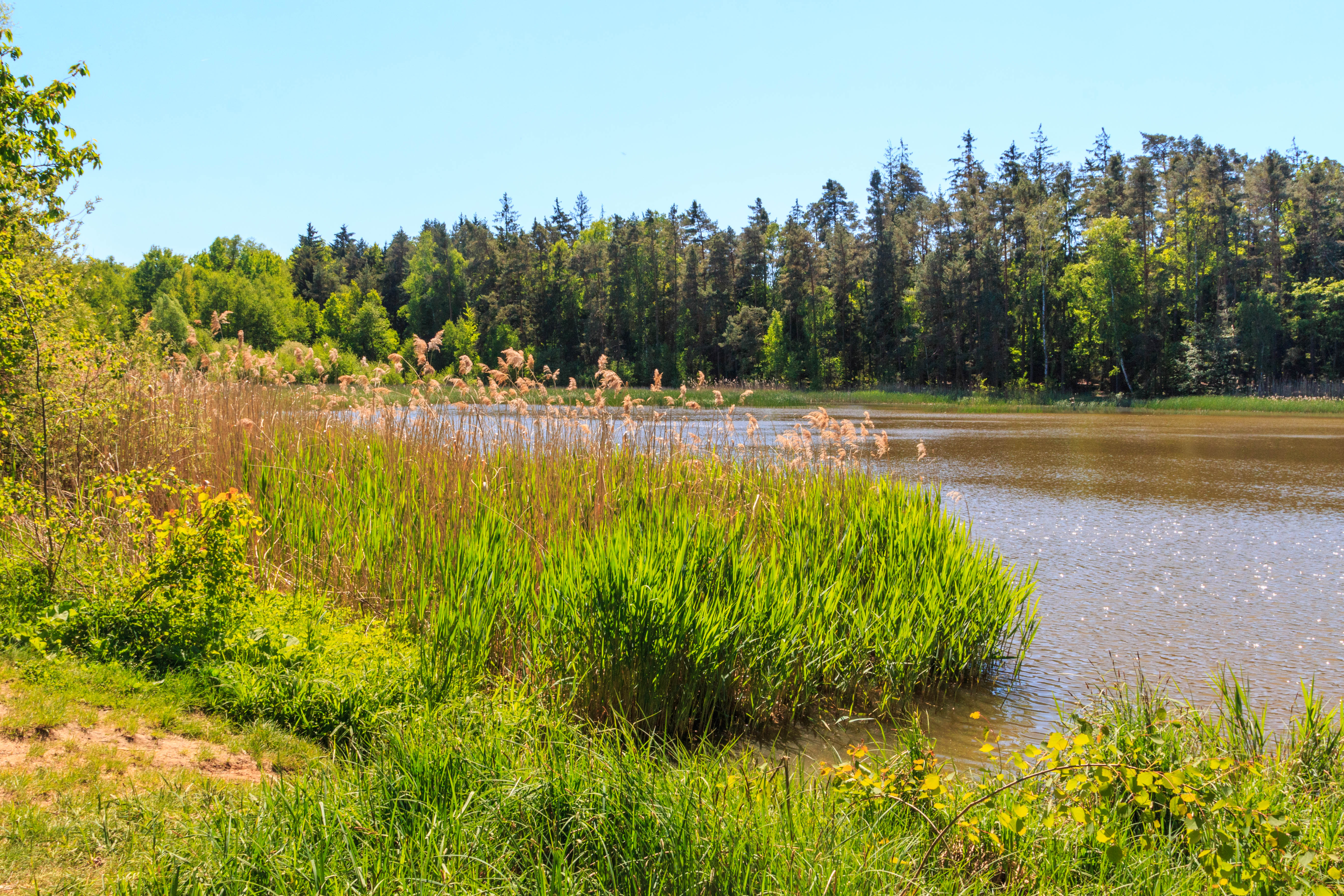
pohled na rybník Biřička